# 先鋒區域
先锋区域（朝鲜语：／ Sŏnbong-guyŏk */?），是朝鲜民主主义人民共和国的区域，由罗先特别市负责管辖，位于罗先北部，与俄罗斯和中国接壤，2013年人口27,331。
先鋒區域一帶原稱雄基郡，史前時代便已有有人類活動足跡。1962年北韓考古隊在此發掘出「西浦項遺址」(굴포리 서포항유적)。先鋒區域地處朝鮮半島與滿洲、西伯利亞交匯處，先後被肅順、高句麗、渤海國統治。納入朝鮮王朝時命名為慶興郡。日本殖民統治時期，為發展與中國和俄羅斯的貿易中轉站，開闢雄基港。
1945年蘇聯對日宣戰蘇聯軍隊在此登陸，故後取名為先鋒郡。1994年，罗津市与先锋郡合并为罗先特别市。